# Michael San Nicolas
Michael Franklin Quitugua San Nicolas dit Michael San Nicolas, né le 30 janvier 1981, est un homme politique américain. Membre du Parti démocrate, il est le délégué du territoire américain de Guam à la Chambre des représentants des États-Unis de 2019 à 2023.

## Biographie
De 2013 à 2018, Michael San Nicholas est membre de la Législature de Guam, où il est président de la commission des opérations gouvernementales générales et des affaires fédérales, étrangères et régionales.  
En novembre 2018, il remporte l'élection au poste de délégué à la Chambre des représentants des États-Unis face à la candidate républicaine Doris Flores Brooks, après avoir remporté la primaire démocrate face à Madeleine Bordallo, qui a exercé huit mandats. Il est réélu le 3 novembre 2020. 
En 2022, il se présente à l'élection au poste de gouverneur mais est battu lors de la primaire démocrate par Lou Leon Guerrero.